# Vĩnh Hanh
Vĩnh Hanh là một xã thuộc huyện Châu Thành, tỉnh An Giang, Việt Nam.

## Địa lý
Xã Vĩnh Hanh nằm ở phía bắc huyện Châu Thành, có vị trí địa lý:
- Phía đông giáp xã Cần Đăng
- Phía tây giáp thị trấn Vĩnh Bình
- Phía nam giáp xã Vĩnh Nhuận
- Phía bắc giáp huyện Châu Phú.

Xã có diện tích 36,96 km², dân số năm 2019 là 12.979 người, mật độ dân số đạt 351 người/km².
Khoảng năm 1979, một số người Chăm ở xã Khánh Bình và Nhơn Hội, huyện An Phú đã di cư đến xã Vĩnh Hanh, có lẽ lánh nạn Khmer đỏ. Đa số sống bằng nghề ruộng rẫy. Vĩnh Hanh là xã duy nhất ở huyện Châu Thành có làng của người Chăm với thánh đường Masjid Jamiul Mukminin thuộc ấp Vĩnh Hòa, xã Vĩnh Hanh, huyện Châu Thành.

## Hành chính
Xã Vĩnh Hanh được chia thành 6 ấp: Vĩnh Hòa, Vĩnh Lợi, Vĩnh Phú, Vĩnh Phúc, Vĩnh Thạnh và Vĩnh Thuận.

## Lịch sử
Quyết định 56-CP ngày 11 tháng 03 năm 1977 của Hội đồng Chính phủ, hợp nhất huyện Huệ Đức và huyện Châu Thành thành một huyện lấy tên là huyện Châu Thành, xã Vĩnh Hanh thuộc huyện Châu Thành.
Quyết định 181-CP ngày 25 tháng 04 năm 1979 của Hội đồng Chính phủ chia tách xã Vĩnh Hanh như sau: tách 1/2 ấp Vĩnh Bình và 1/3 ấp Vĩnh Thuận lập thành xã Vĩnh Bình, tách 1/2 ấp Vĩnh Bình lập thành xã Vĩnh An, sáp nhập ấp Vĩnh Hòa A, ấp Vĩnh Hòa B và 1/3 ấp Vĩnh Thuận (theo lòng kinh Sáu về nối với mương Trâu Hương Quan Giảng) vào xã Cần Đăng.
Quyết định 300-CP ngày 23 tháng 08 năm 1979 của Hội đồng Bộ trưởng, chia huyện Châu Thành thành hai huyện lấy tên là huyện Châu Thành và huyện Thoại Sơn, xã Vĩnh Hanh thuộc huyện Châu Thành.